# Gmina Łomazy
Die Gmina Łomazy ist eine Landgemeinde im Powiat Bialski der Woiwodschaft Lublin in Polen. Ihr Sitz ist das gleichnamige Dorf mit etwa 1700 Einwohnern.

## Gemeinde
Zur Landgemeinde Łomazy gehören folgende 19 Ortschaften mit einem Schulzenamt:
Bielany
Burwin
Dubów
Huszcza Druga
Huszcza Pierwsza
Jusaki-Zarzeka
Kopytnik
Korczówka
Koszoły
Krasówka
Kozły
Lubenka
Łomazy I
Łomazy II
Stasiówka
Studzianka
Szymanowo
Wola Dubowska
Wólka Korczowska